# Saint-Victor-sur-Ouche
 Saint-Victor-sur-Ouche  es una población y comuna francesa, en la región de Borgoña, departamento de Côte-d'Or, en el distrito de Dijon y cantón de Sombernon.

## Demografía
| 115 | 109 | 92 | 178 | 222 | 229 | 230 | 264 | 313 |
| Para los censos de 1962 a 1999 la población legal corresponde a la población sin duplicidades (Fuente: INSEE [Consultar]) |     |    |     |     |     |     |     |     |